# Mecistocephalus insularis
Mecistocephalus insularis är en mångfotingart som först beskrevs av Lucas 1863.  Mecistocephalus insularis ingår i släktet Mecistocephalus och familjen storhuvudjordkrypare.
Artens utbredningsområde är Réunion. Inga underarter finns listade i Catalogue of Life.